# مینورو یوشیمورا
مینورو یوشیمورا (انگلیسی: Minoru Yoshimura؛ زادهٔ ۱ ژانویهٔ ۱۹۴۵) بازیکن هاکی روی چمن اهل ژاپن بود.
وی در مسابقات کشوری و بین‌المللی در مجموع برندهٔ ۱ مدال برنز شده‌است.